# Mihail Iaroșenco
Mihail Fedorovici Iaroșenco (n. 13 februarie 1900, Demeanivka, guvernământul Poltava, Imperiul Rus – d. 11 aprilie 1985, Chișinău, Republica Sovietică Socialistă Moldovenească) a fost un zoolog, specialist în domeniul hidrobiologiei și ihtiologiei, profesor universitar la Universitatea de Stat din Moldova de origine ucraineană care a fost ales ca membru titular al Academiei de Științe a Moldovei.

## Biografie
Iaroșenco s-a născut pe timpul Imperiului Rus ca unul dintre mai multi copii într-o familie de țărani la Demeanivka, unui sat mic în Ucraina centrală.
A studiat și și-a luat doctoratul la Universitatea de stat din Dnipro, iar în 1923 a intrat în Institutul de Educație Națională din Dnepropetrovsk, pe care la absolvit în 1928. Din 1929 până în 1932 a lucrat la „Institutul Metalurgic” de acolo. În 1932 s-a mutat la Tiraspol pe atunci în Republica Sovietică Socialistă Moldovenească, dar în primii ani el nu a reușit să găsească o angajare și de abia în 1936 a preluat un loc de muncă la „Institutul Pedagogic” de la Tiraspol, dar ocuparea sa a fost întreruptă de Al Doilea Război Mondial în 1941. În același an a fost evacuat în Siberia, unde a obținut un loc de muncă la „Institutul Pedagogic din Ural”, unde a condus departamentul de zoologie. În 1943 sa întors în Basarabia și s-a stabilit la Chișinău, unde a găsit un loc de muncă la Institutul Pedagogic Moldovenesc de Stat, conducând un departament similar până în 1949.
Din 1949 până în 1957 doctorul în biologie a condus laboratorul de hidrobiologie al Institutului de Biologie. În februarie 1957 a fost ales director al acestui institut, o funcție care a întreținut-o până în 1961. În anul 1961, odată cu inaugurarea Academiei de Științe a RSS Moldovenești, Institutul de Biologie a fost divizat în două institute, dintre care unul a devenit Institutul de Zoologie. Drept organizator și director al Institutului de Zoologie de la fondarea până în anul 1972 a fost numit Mihail Iaroșenco. Tot în 1961, pe data de 1 august, a fost ales ca membru corespondent al Academiei de Științe a Moldovei. Din 1972 până în 1982 a lucrat pe lângă profesurii sale ca consultant științific acolo. În anul 1982 a fost pensionat.

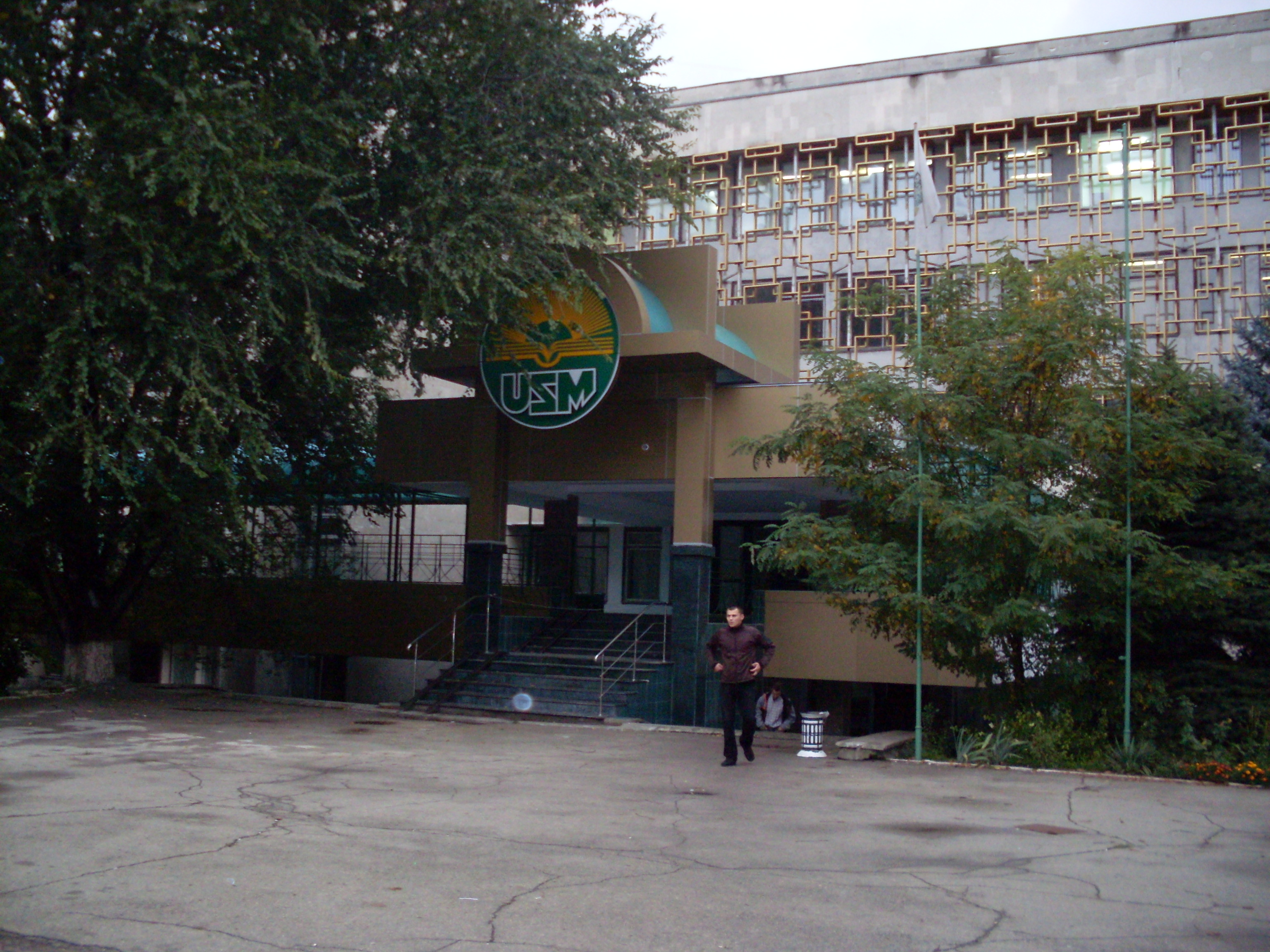
Universitatea de Stat din Moldova

Ca profesor universitar la facultatea de zoologie a Universității de Stat din Moldova a promovat printre alții pe ulteriorii renumiții biologi moldoveni Ion Ilie Dediu și Mina Nicolae Lozanu.

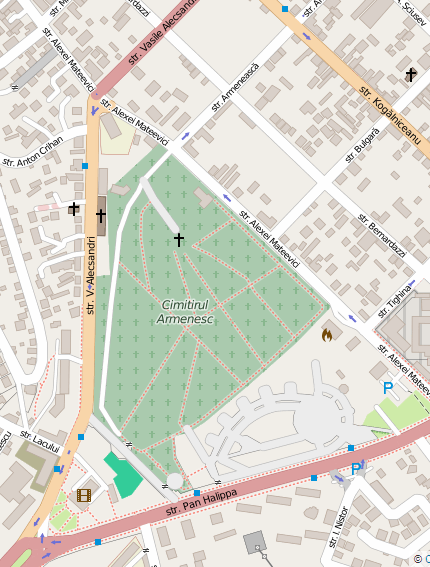
Cimitirul Armenesc

Savantul a fost înmormântat în Cimitirul Armenesc din Chișinău, strada Alexei Mateevici.

## Însemnătatea științifică
Principalele cercetări ale savantului, unul dintre fondatorii școlii hidrobiologice din Moldova, s-au concentrat asupra hidrobiologiei și entomologiei apelor dulci. A studiat caracteristicile hidrochimice, hidrobiologice și ihtiologice ale corpurilor de apă din bazinul Nistrului precum cele ale iazurile și rezervoarelor de apă din Moldova.
A determinat echilibrul biotic și a oferit recomandări practice pentru îmbunătățirea productivității peștelui și utilizarea rațională a lacului Cahul. De asemenea, el a stabilit starea și direcția proceselor fizic-chimice și biologice ale uneia dintre principalele surse de aprovizionare cu apă potabilă centralizată în Moldova – rezervorul de apă Dubăsari, determinând gradul de poluare al acestuia, dinamica dezvoltării complexelor floristice și faunistice, și a sugerat măsuri pentru prevenirea poluării și a curățării ulterioare. Mai departe a studiat entomo-fauna Moldovei, biologia și importanța economică a diferitelor specii de insecte și dezvoltarea problemei studierii stării biosferei, protecției și utilizării raționale a resurselor naturale în timpul revoluției științifice și tehnologice. Rezultatele acestor studii le-a prezentat în marea monografie „Natura și umanitatea” din 1978.